# تفریحگاه اسکی

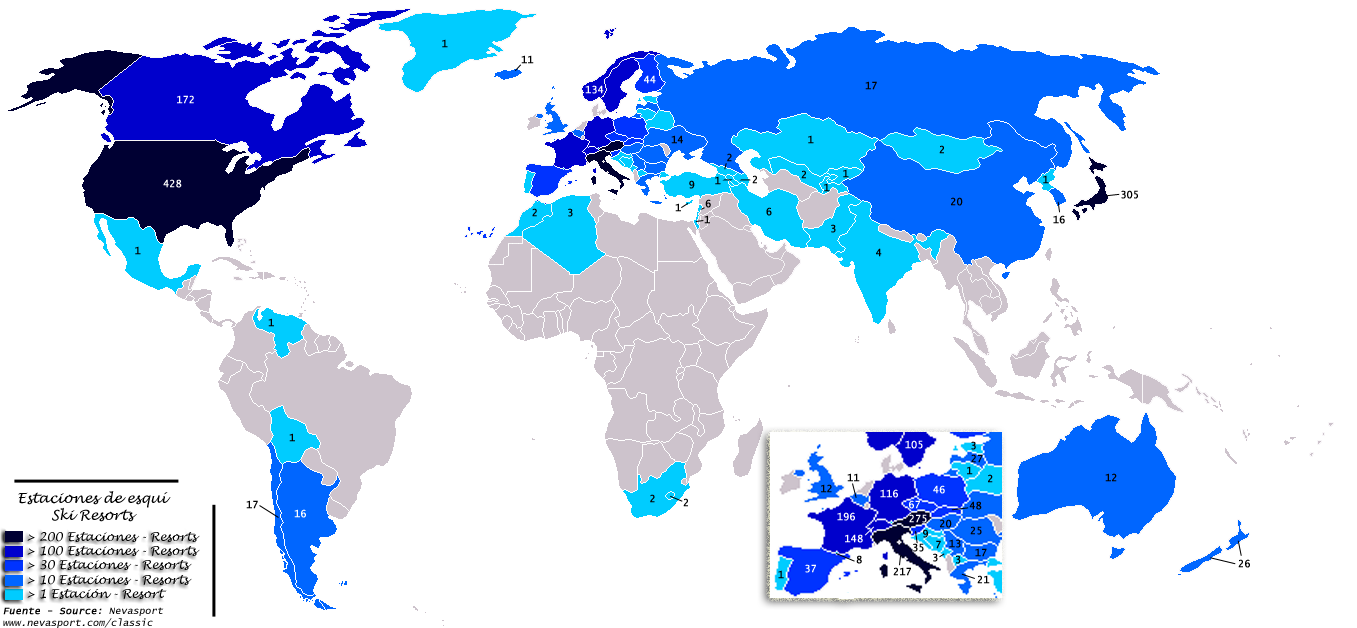
پیست‌های اسکی در جهان بر پایه کشور

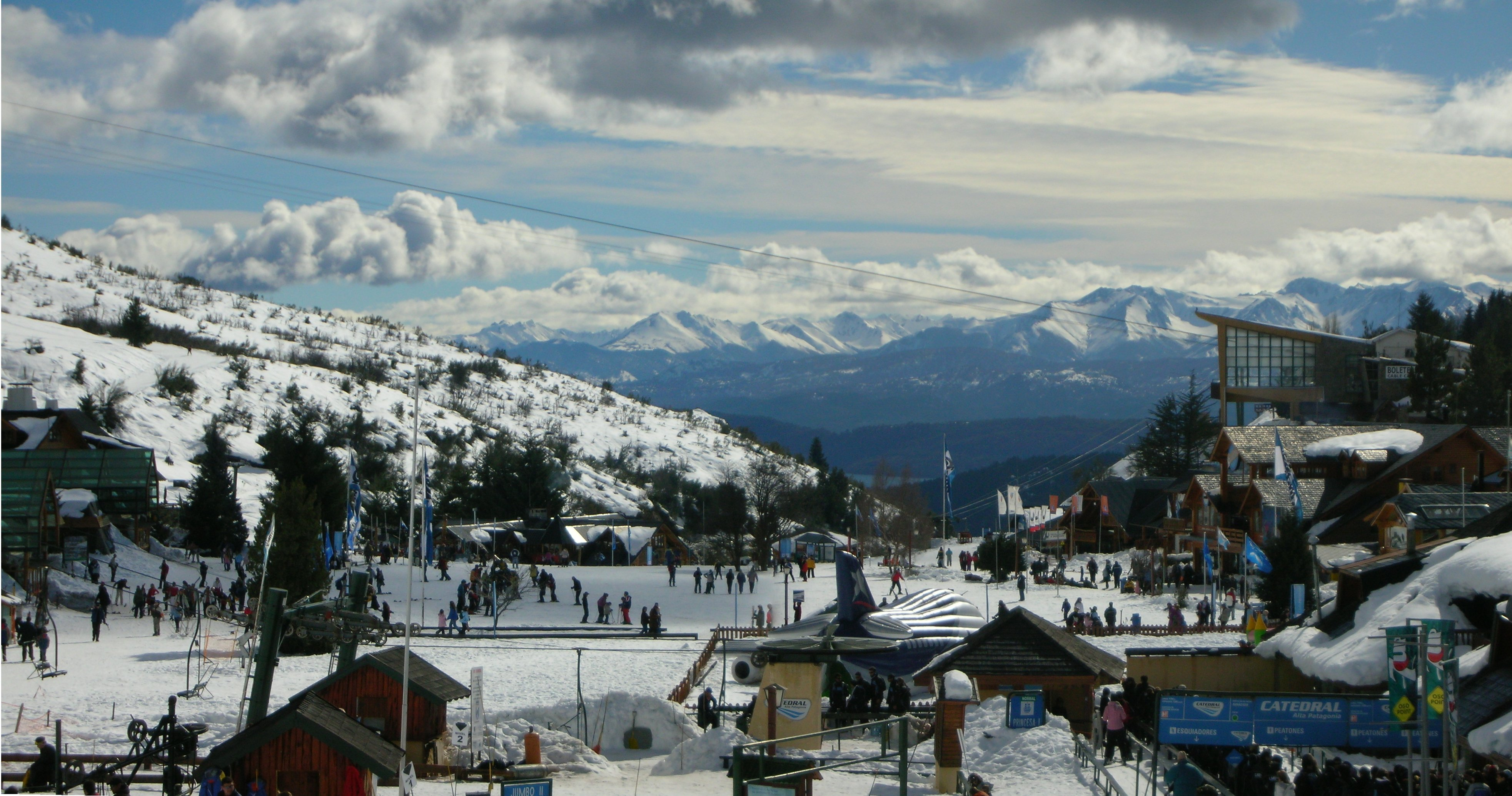
پیست اسکی باریلوچه (آرژانتین)

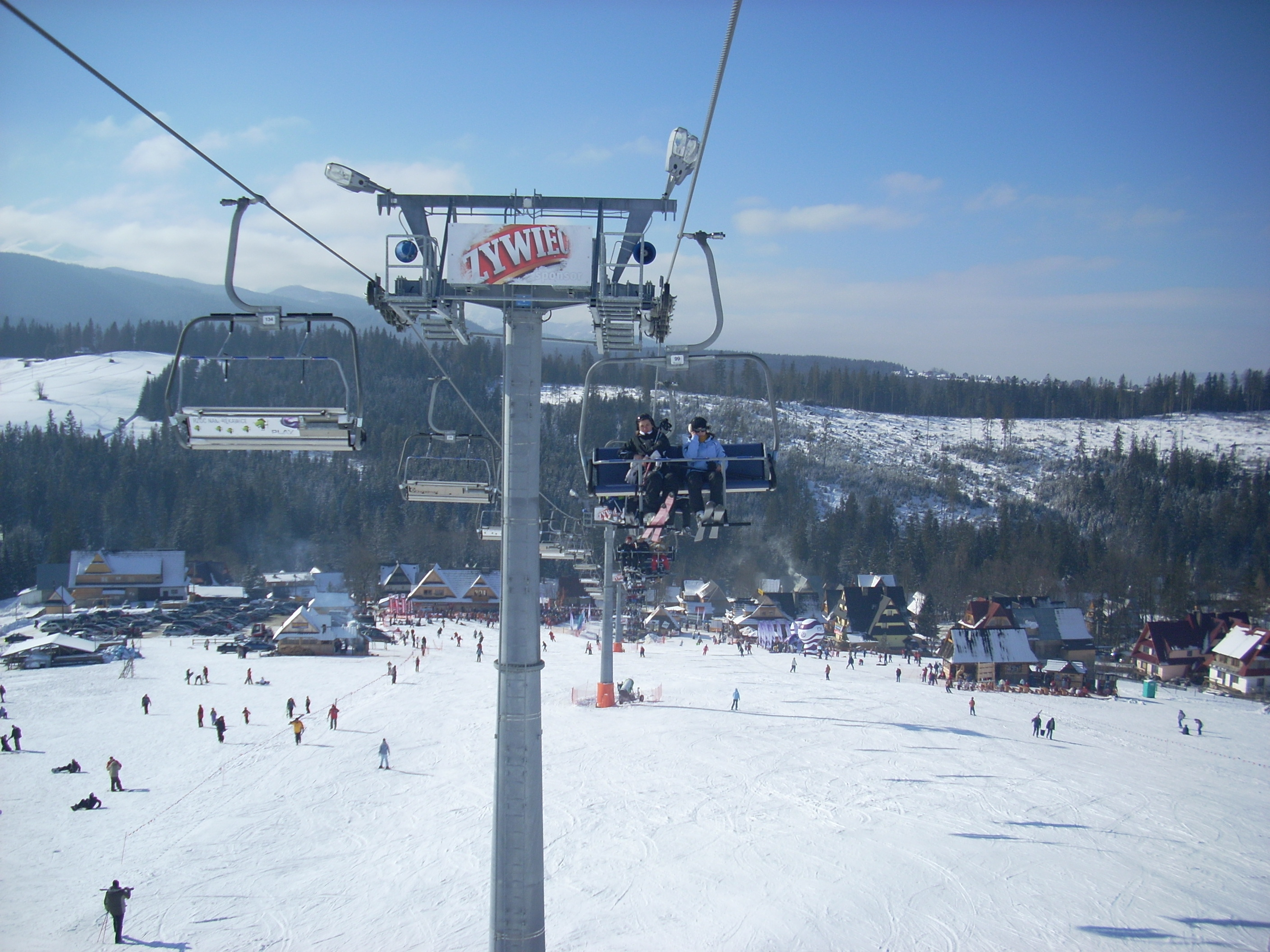
نمایی از یک پیست اسکی معمولی و بالابر اسکی آن.

تفریحگاه  اسکی منطقه‌ای است که ویژه اسکی و دیگر ورزش‌های زمستانی طراحی شده است. در اروپا، تفریحگاه اسکی یک شهرک یا روستاست که در یک منطقه اسکی قرار دارد. در آمریکای شمالی پیست‌های اسکی کاملاً دور از شهرها و روستاها هستند.
در ایران از مشهورترین پیست‌های اسکی می‌توان به پیست‌های اسکی آبعلی، دیزین، و آلوارس نام برد. در جهان نیز پیست‌های اسکی زرمات (سوئیس)، کورشول (فرانسه)، شیگا کوگن (ژاپن)، کورتیا دامپزو (ایتالیا)، اسکو ولی (آمریکا)، اسپن (آمریکا) و منطقه سه دره (فرانسه) مشهور هستند.